# 맥스터
맥스터(Maxtor)는 1982년 설립된 미국의 컴퓨터 하드 디스크 드라이브 제조 회사이다. 맥스터는 2006년 시게이트에 인수되기 전까지 세계에서 3번째로 큰 하드 디스크 제조사였다. 맥스터는 데스크탑 시장과 서버 시장을 대상으로 HDD를 생산하였다. 맥스터(Maxtor)라는 이름은 최고(maximum)의 저장 장치(storage)에서 따왔다.

## 참조
1. ↑  “Article from Seagate”. 2008년 9월 13일에 원본 문서에서 보존된 문서. 2008년 8월 26일에 확인함.